# Hermann Steinacker
Johann Baptist „Hermann“ Steinacker (* 20. November 1870 in Odenheim; † 14. April 1944 im KZ Mauthausen) war ein deutscher Anarchist und Widerstandskämpfer gegen das NS-Regime.

## Kaiserreich und Weimarer Republik
Hermann Steinacker lernte den Beruf des Schneiders und schloss sich der SPD an; später wurde er Anarchist. Zu Beginn des Ersten Weltkriegs saß er als „Kriegsgegner“ mit acht weiteren Wuppertaler Anarchisten ohne Gerichtsverfahren in „Sicherheitshaft“ und wurde erst im März 1916 entlassen, um als Soldat eingezogen zu werden.
In der Zeit der Weimarer Republik wurde Steinacker einer der wichtigsten Personen der Freien Arbeiter-Union Deutschlands (FAUD), den sogenannten „Anarcho-Syndikalisten“, die 1920 im Raum des heutigen Wuppertal 1200 Mitglieder hatte, allerdings bis 1933 auf 40 Mitglieder schrumpfte. Seine Bedeutung lag in der Stabilisierung der Bewegung nach innen. Sein Verständnis des Anarchismus war nicht auf den politischen Kampf beschränkt, sondern äußerte sich auch im Engagement gegen autoritäre Zustände an den Schulen, Prüderie und religiöse Indoktrination. Steinackers Werkstatt war ein informeller Treffpunkt: „Für zwei Generationen von Jugendlichen wurde er zum Lehrer im besten Sinne des Wortes, verkörperte durch seine Person in Wort und Tat die Prinzipien des antiautoritären Sozialismus.“ (Nelles)

## Zeit des Nationalsozialismus
Nach der „Machtergreifung“ durch die Nationalsozialisten wurde Steinacker zur zentralen Gestalt des anarchosyndikalistischen Widerstands in Wuppertal. Vergeblich versuchte er, in persönlichen Gesprächen die Wuppertaler Partei- und Gewerkschaftsführer für einen Generalstreik zu gewinnen. Aufgrund seiner Erfahrungen während des Sozialistengesetzes im Deutschen Kaiserreich gab er den Rat, die FAUD und die Syndikalistisch-Anarchistische Jugend Deutschlands (SAJD) offiziell aufzulösen. Steinacker behielt aber die überregionalen Kontakte zu den FAUD-Genossen, die im Rheinland eine Fluchthilfeorganisation nach Holland aufgebaut hatten und von dort auch illegale Schriften bezogen. Durch Denunziation eines Arbeitskollegen kam die Gestapo im Oktober 1934 den Wuppertaler Anarchosyndikalisten auf die Spur. Steinacker wurde verhaftet und zu einem Jahr und neun Monaten Zuchthaus verurteilt, die er in Lüttringhausen absaß.
Am 6. Juli 1936 wurde Herman Steinacker aus der Haft entlassen. Kurz darauf begann er mit der Sammlung von Solidaritätsgeldern für die Genossen im Spanischen Bürgerkrieg. 1937 wurde er erneut festgenommen, in das Düsseldorfer Polizeigefängnis gebracht und schwer misshandelt. Im Januar 1938 fand vor dem Oberlandesgericht Hamm der Prozess gegen 88 rheinische Anarchosyndikalisten statt. Steinacker erhielt wegen „Vorbereitung zum Hochverrat“ mit zehn Jahren eine der Höchststrafen.

## Haft und Tod
Zunächst war Hermann Steinacker in der Justizvollzugsanstalt Münster inhaftiert. Ein Mithäftling berichtete später: „Fest und unbeirrbar glaubte unser Kamerad immer an den Zusammenbruch des Naziregimes. Ruhig, ja humorvoll ertrug er seine Haft im Zuchthaus zu Münster.“ (Nelles)

„Moralisch und geistig ungebrochen hatten Folter und Haft den damals 73jährigen Steinacker jedoch körperlich so geschwächt, daß er keine Treppen mehr steigen konnte. Deshalb trugen ihn seine Kameraden jeden Morgen von seiner Zelle in den Arbeitssaal im ersten Stock des Zuchthauses. Als er eines Tages während der Arbeit einschlief, war damit sein Todesurteil gefällt. Die Wärter machten darüber eine Meldung und der Zuchthausdirektor informierte die Gestapo Düsseldorf. In deren Augen galt der arbeitsunfähige Häftling als unwertes Leben und wurde deshalb im Januar 1944 in das Massenvernichtungslager Mauthausen deportiert.“

Im Konzentrationslager Mauthausen wurde Hermann Steinacker 1944 mit einer Spritze mit Kupfervitriol ermordet. Als einzige Hinterlassenschaft bekam seine Tochter eine blutverschmierte Brille zugesandt.